# Vataireopsis araroba
Vataireopsis araroba là một loài thực vật có hoa trong họ Đậu. Loài này được (Aguiar) Ducke miêu tả khoa học đầu tiên.